# فالو (ایتالیا)
فالو (ایتالیا) (به ایتالیایی: Fallo) یک کومونه در ایتالیا است که در استان کییتی واقع شده‌است.

## خصوصیات
فالو ۵ کیلومترمربع مساحت و ۱۵۵ نفر جمعیت دارد و ۵۷۵ متر بالاتر از سطح دریا واقع شده‌است.